# E.G.O.
Die E.G.O.-Gruppe mit Sitz in Oberderdingen ist ein weltweit tätiger Zulieferer für Hersteller von Hausgeräten. Das Unternehmen bietet Heiz- und Steuerelemente, die zum Kochen und Backen, zum Waschen, Trocknen und Geschirr spülen benötigt werden. Neben den Produkten für Hausgeräte fertigt E.G.O. auch Komponenten, Systeme und Technologien für Gastronomie, Gebäudetechnik, Automobilindustrie und weitere Industrieanwendungen. E.G.O. bildet einen Teilkonzern innerhalb des Konzerns der Blanc & Fischer Familienholding.

## Geschichte

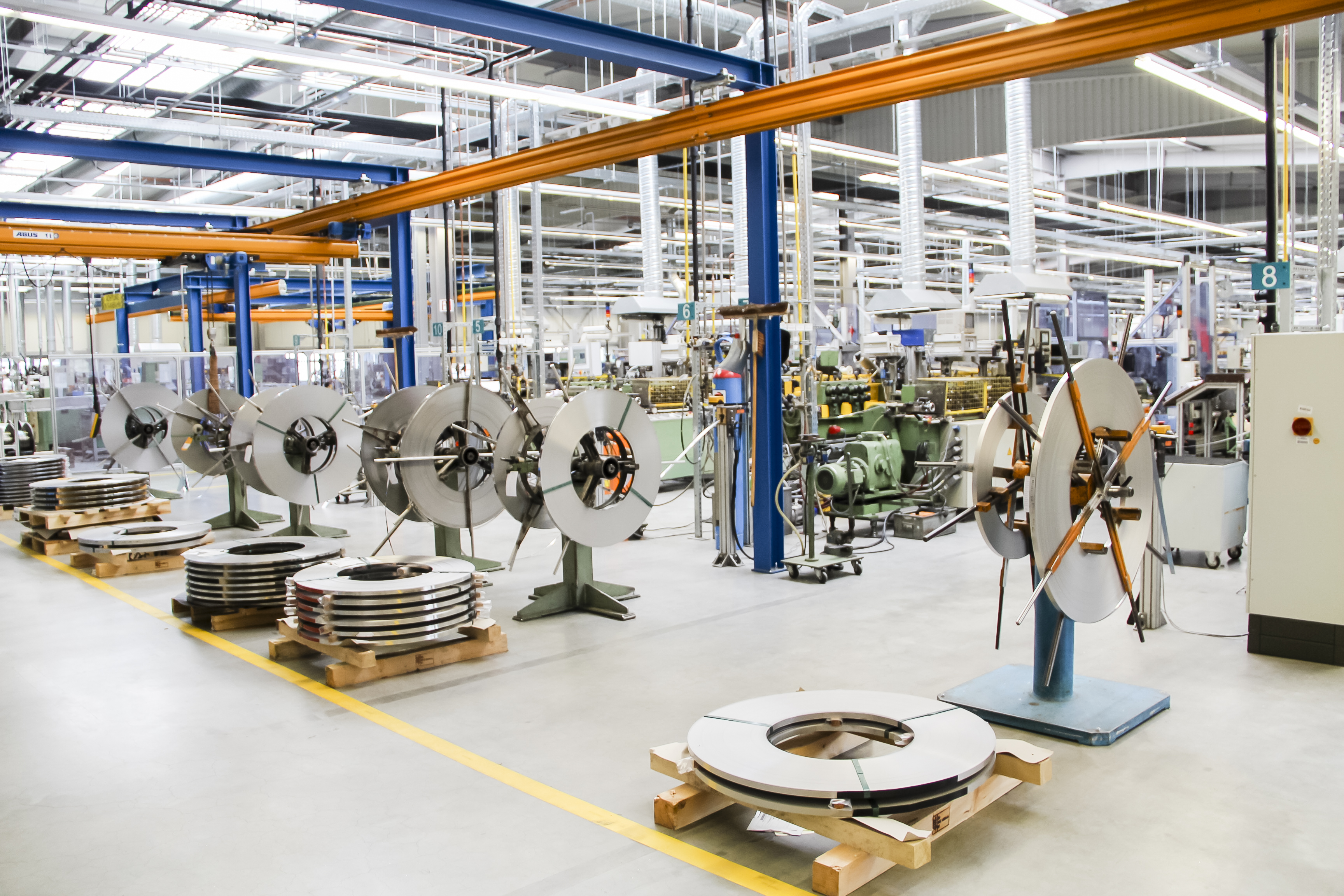
E.G.O. Oberderdingen

1925 wurde die Schwarzwälder Zangenkontakt Werkstätte Oberweiler von Karl Fischer in Oberweiler (heute Teil von Badenweiler) gegründet. Das Unternehmen entwickelte und produzierte zunächst mit sieben Mitarbeitern elektrische Stecker, Steckdosen und Zuleitungen. 1927 wurde das Unternehmen in Elektro-Gerätebau GmbH Oberweiler umbenannt. Einzel- und Doppelkochplatten, Elektroherde, Elektrobacköfen für Haushalt und Gewerbe sowie Heißwasserboiler wurden ins Sortiment aufgenommen. Nach einer kurzen, schriftlichen Korrespondenz und einem anschließenden Treffen mit dem Gründer des Unternehmens Blanco, Heinrich Blanc, wurde dieser gleichberechtigter Gesellschafter. Im September 1931 wurde die Produktion von Oberweiler nach Oberderdingen verlegt. Von da an konzentrierte sich das Unternehmen auf die Herstellung von Komponenten für Elektroherde wie beispielsweise Kochplatten oder Schalter.
Im Jahr 1938 beschäftigte die E.G.O. 250 Mitarbeiter. Karl Fischer führte 1946 die sogenannte Urlaubsverschickung in den Schwarzwald für E.G.O.-Mitarbeiter und deren Angehörigen ein. 1951 nahm das Unternehmen die Produktion von Stabtemperaturreglern für Backöfen auf. Kochplatten mit Edelstahlüberfallrand, die als Grundlage für den Erfolg des Elektroherdes gelten, wurden 1952 entwickelt. Die Produktion von Rohrheizkörpern und Kapillarrohrthermostaten wurde 1957 aufgenommen. Die Kochplatte mit Temperaturschutz wurde 1958 entwickelt. Die E.G.O. Automatik-Kochplatte regelte ab 1963 selbständig und energiesparend die Temperatur.
Als erster Auslandsstandort wurde 1960 eine Produktionsstätte im italienischen Novara gegründet. Dieser vormalige Produktionsstandort besteht als Vertriebsgesellschaft fort. Es folgten Auslandsstandorte in Frankreich (1962), Österreich (1968) und der Schweiz (1969). E.G.O. begann 1968 die Zusammenarbeit mit der ETA in Cerkno, Slowenien. 1971 folgte eine Kooperation mit Elektro-Kontakt im damaligen Jugoslawien. Glaskeramik-Kochfelder, Strahlungsheizkörper und Touch-Control-Steuerungen wurden ab 1977 produziert. Die ersten Überseestandorte in den USA und Südafrika kamen 1979 hinzu. Das Heiz- und Steuerungssystem EGOtherm wurde 1983 entwickelt, 1985 gefolgt von der Dickschicht-Beheizung. Im Jahr 1989 wurde der Standort in der Türkei in Çorlu gegründet. 1992 wurde die Produktion von Induktionskochfeldern aufgenommen. 1998 wurde Remco in Spanien übernommen und zwei weitere Tochtergesellschaften gegründet, die E.G.O. Control Systems GmbH in Balingen und die E.G.O. Components (China) Co., Ltd. in Shanghai. Die Fertigung von Motorsteuerungen für Waschmaschinen und Trockner erweiterte 2004 das Produktprogramm. Es folgten Neugründungen von Tochtergesellschaften 2005 in Polen und 2006 in Mexiko.
Die elektronische Kühlschranksteuerung ging ab 2008 in Serienproduktion. 2012 wurde der chinesische Produktionsstandort von Shanghai nach Taicang verlegt. Der Gas-Geschäftsbereich des australischen Zulieferers Tytronics wurde 2012 übernommen. 2013 wurde der italienische Gas-Spezialist Defendi Teil der E.G.O.-Gruppe.
Im Mai 2019 bezogen die E.G.O.-Gruppe und die Blanc & Fischer Familienholding die neue Unternehmenszentrale neXus am Stammsitz in Oberderdingen.
Seit Januar 2021 besitzt die E.G.O.-Gruppe eine weitere Produktionsgesellschaft, die E.G.O. Italia Srl. Der Produktionsstandort für Gasbrenner und Steuerungen in Camerano, Italien ist gleichzeitig Sitz der Business Unit Gas, die E-Gas-Produkte und -Anwendungen entwickelt. Eine weitere Produktion befindet sich in Itatiba, Brasilien. E.G.O. Italia Srl geht ursprünglich aus der DEFENDI-Gruppe (Defendi) hervor.
E.G.O. ist Mitglied im Wirtschaftsverband Industrieller Unternehmen Baden.

## Geschäftsfelder
Die Gruppe entwickelt, produziert und liefert seit 1925 Produkte für technische Komponenten, Herde, Wäschetrockner und viele andere Geräte im Haushalt oder in professionellen Anwendungen. Die vier strategischen Geschäftsfelder sind zu Beginn der zwanziger Jahre:

### Gerätebeheizungen
Dieser Bereich steht für alle Produkte zum Beheizen von Hausgeräten und ist seit 1927 das Kerngebiet der E.G.O.-Gruppe. Hierzu zählen als Traditionsbereiche die Kochplatten, Strahlungsheizkörper und Rohrheizkörper. Als Zukunftsbereiche werden Induktionskochfelder und Dickschichtheizungen ausgewiesen.

### Gerätesteuerungen
Dieser Bereich steht für alle Produkte rund um das Thema Steuern und Regeln von Wärme. Hierzu zählen klassische elektromechanische Steuerungen, wie beispielsweise Schalter, Energieregler und Thermostate. Elektronische Steuerungen und Systeme, d. h. Touch Control, Gasapplikationen, Systemprodukte für das Waschen, Trocknen und Spülen werden den Zukunftsbereichen zugeordnet.

### Aktoren
In den Bereich Aktoren fallen beispielsweise Motorheizpumpen, Verdampfer und Motorsteuerungen, die dabei helfen, Spülmaschinen, Backöfen und weitere Haushaltsgeräte zu betreiben.

### Konnektivität
Im Bereich Konnektivitätslösungen bietet die E.G.O.-Gruppe Anwendungen zur intelligenten und energieeffizienten Vernetzung von Haushaltsgeräten an.

## Standorte
Die E.G.O.-Gruppe verfügt über ein weltweites Produktions- und Vertriebsnetzwerk:
- Deutschland: Stammsitz; Fertigung Strahlungsheizkörper, Großkochplatte, Elektronik, Einschraubheizkörper, Thermostate, Dickschicht, Induktionsbeheizungen
- USA, Österreich: Fertigung Strahlungsheizkörper
- China: Fertigung Strahlungsheizkörper, Thermostate, Elektronik, Induktionsspulen, Motorheizpumpe
- Kroatien: Fertigung Schalter, Regler, Temperaturbegrenzer
- Mexiko, Polen und Spanien: Fertigung Elektronik
- Slowenien: Fertigung Kochplatten, Rohrheizkörper, Thermostate, Kundenguss, Technisches Zubehör
- Türkei: Fertigung Rohrheizkörper, Strahlungsheizkörper
- Italien, Brasilien: Fertigung Gasbrenner, Steuerungen, E-Gas-Produkte und -Anwendungen

Vertriebsstandorte befinden sich in China, Deutschland, Frankreich, Großbritannien, Italien, Japan, Mexiko, Polen, Schweiz, Slowenien, Spanien, Südkorea, Türkei, USA. 

## Publikationen
- Karl-Heinz Glaser: Heinrich Blanc und Karl Fischer. Gründer zweier Weltfirmen: BLANCO und E.G.O. Herausgeber: E.G.O. und Blanco, Verlag Regionalkultur, Ubstadt-Weiher 2008, ISBN 978-3-89735-443-2.